# Papagomys
Papagomys — рід дуже великих пацюків (Rattini) підродини Murinae. Він містить два види, які відомі лише з індонезійського острова Флорес: 
- Papagomys armandvillei
- Papagomys theodorverhoeveni